# Jan de Wet
Johannes Marthinus (Jan) de Wet (né le 10 novembre 1927 à Rouxville en Afrique du Sud et mort le 13 février 2011 à Windhoek en Namibie) est un fermier et homme politique namibien.

## Parcours politique
Jannie de Wet est né le 10 novembre 1927 à Rouxville dans la province sud-africaine de l’État libre d'Orange. Diplômé en 1951 d'un BSc en agriculture de l'université de Stellenbosch, il s'établit dans le sud-ouest africain comme éleveur de bovins de race afrikaner et en 1959 devient membre de la direction exécutive de l'association d'éleveurs de bovins afrikaners.
Il a commencé sa carrière politique en siégeant au parlement sud-africain de 1964 à 1970 où il représente la circonscription de Karas. Il a ensuite été nommé Commissaire général des peuples indigènes (Commissioner of Bantu Affairs) de 1970 à 1978. Alors qu'il travaillait pour l'Afrique du Sud, de Wet a fait partie des responsables qui ont rencontré la South West Africa People's Organization (SWAPO) à Genève, Suisse.
À la suite de la Conférence de la Turnhalle en 1978, de Wet a quitté la sphère politique sud-africaine et a rejoint la politique blanche namibienne. De Wet fut membre du gouvernement d'unité nationale de transition du Sud-Ouest africain entre 1985 et 1989. Il a présidé ce gouvernement d'août 1987 à janvier 1988. 
À la suite de la création de l'Action Christian National en 1989, de Wet a été l'un des 3 élus du parti à siéger à l'assemblée constituante de Namibie (1989-1990) et à la première assemblée nationale (1990-1994).

## Un fermier
Blanc de Namibie d'origine sud-africaine, Jan de Wet était fermier à Leonardville dans la région de Omaheke. En tant que responsable de la Namibian Agricultural Union de 1994 à 2004, de Wet a travaillé avec le gouvernement namibien sur la question de la réforme agraire.
Il meurt d'un cancer en 2011.